# 佛熠苞飘拂草
佛熠苞飘拂草（学名：Fimbristylis spathacea）为莎草科飘拂草属下的一个种。